# Ebeczky Béla
Ináncsi Ebeczky Béla (Egyházasbást, 1858. december 2. – Budapest, 1904. március 23.) hivatalnok, Abellino álnéven költő, író. Ebeczky Emil fia.

## Élete
Iskoláit Rimaszombatban, Rozsnyón és Pesten végezte el. Orvosi tanulmányait követően 1886-ban a rövid életű Auróra szépirodalmi kör tisztviselője lett, és a kör felolvasásain is tevékenyen részt vett. Később a Magyar Királyi Államvasutak hivatalnokaként dolgozott.
Első irodalmi kísérlete 1872-ben a Gömöri Lapokban jelent meg, 1878–1879 folyamán pedig számos verset írt a Losonci Híradóba. Egyetemi hallgató korában a fővárosi szépirodalmi lapokba dolgozott. 1878-tól költeményeit, tárcáit közölte a Magyarország és a Nagyvilág, a Fővárosi Lapok, az Ország-Világ, a Bolond Istók, a Pesti Hírlap, a Magyar Salon, a Vasárnapi Ujság és a Hét. A Pesti Hírlap 1883. évi pályázatán A grófnő muffja című elbeszélése dicséretet nyert, s 1885-ben Kohut Adolf fordításában németül is megjelent (Lustige Geschichten aus dem Tokayerlande, Berlin). Nagy sikert ért el népszerű, férfiak számára írt tanácsadó könyvével, a Legújabb szerelmi levelezővel, amely 1899 és 1914 között négy kiadást is megért.
1904. március 23-án délelőtt hunyt el, örök nyugalomra 25-én a Kerepesi temetőben helyezték.

## Művei
- Legújabb szerelmi levelező. Budapest: Kálmán. 1899.
- A hogy jöttek. Budapest: Singer és Wolfner. 1900.

## Álnevei
Aranka (Rozsnyói Híradó), Belezséry Jenő (uo.), Dezső (uo.), Dunanan apó (uo., Felvidéki Híradó, 1873; Gömöri Lapok 1869/71), Dunanan fils (Losonci Híradó 1878/9), Egy tót hazafi (uo.), Ifj. Kún József (Rozsnyói Híradó), Ináncsy (uo.), Ináncsy Emilien (uo.), K. V. (uo.), K. Vágó (uo.), Kolbay János (uo.), Köd Vágó (uo.), Palojthay (Losonci Híradó), Pipiske dr. (Rozsnyói Híradó), Simaffy (Losonci Híradó), Víg András (Rozsnyói Híradó), Zádor (uo., Losonci Híradó), Zérus (Rozsnyói Híradó).